# تابستان نشين (أملش الجنوبي)
تابستان نشین (بالفارسية: تابستان نشین) هي منطقة سكنية تقع في إيران في غيلان. يقدر عدد سكانها بـ 267 نسمة .